# Ormyrus hegeli
Ormyrus hegeli is een vliesvleugelig insect uit de familie Ormyridae. De wetenschappelijke naam is voor het eerst geldig gepubliceerd in 1917 door Girault.